# Cyrtoneurina gluta
Cyrtoneurina gluta är en tvåvingeart som beskrevs av Giglio-tos 1893. Cyrtoneurina gluta ingår i släktet Cyrtoneurina och familjen husflugor. Inga underarter finns listade i Catalogue of Life.